# Mumio (grupa teatralna)
Mumio – grupa teatralna założona w 1995 w Katowicach, do 1999 działała pod nazwą Teatr Epty-a. Pierwszy spektakl stworzony przez grupę nosi tytuł Kabaret Mumio.
Popularność przedstawionego materiału utożsamiła zespół z jego programem kabaretowym. Mumio prezentuje humor absurdalny połączony z autoironią. Unikają humoru politycznego, a także szufladkowania, nie chcą być więc traktowani jako kabaret, ich przedsięwzięcia mają charakter teatralny.

## Skład
- Jadwiga Basińska – aktorka
- Dariusz Basiński – aktor, autor muzyki i tekstów
- Jacek Borusiński – aktor, autor tekstów
- Jarosław Januszewicz – aktor, muzyk, kompozytor
- Tomasz Drozdek – muzyk, kompozytor, kolekcjoner instrumentów etnicznych.

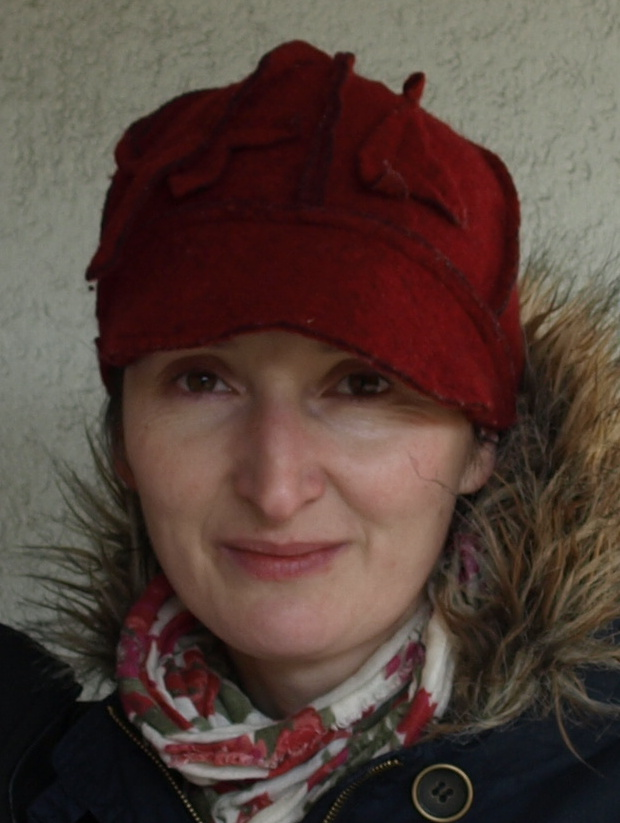
Jadwiga Basińska
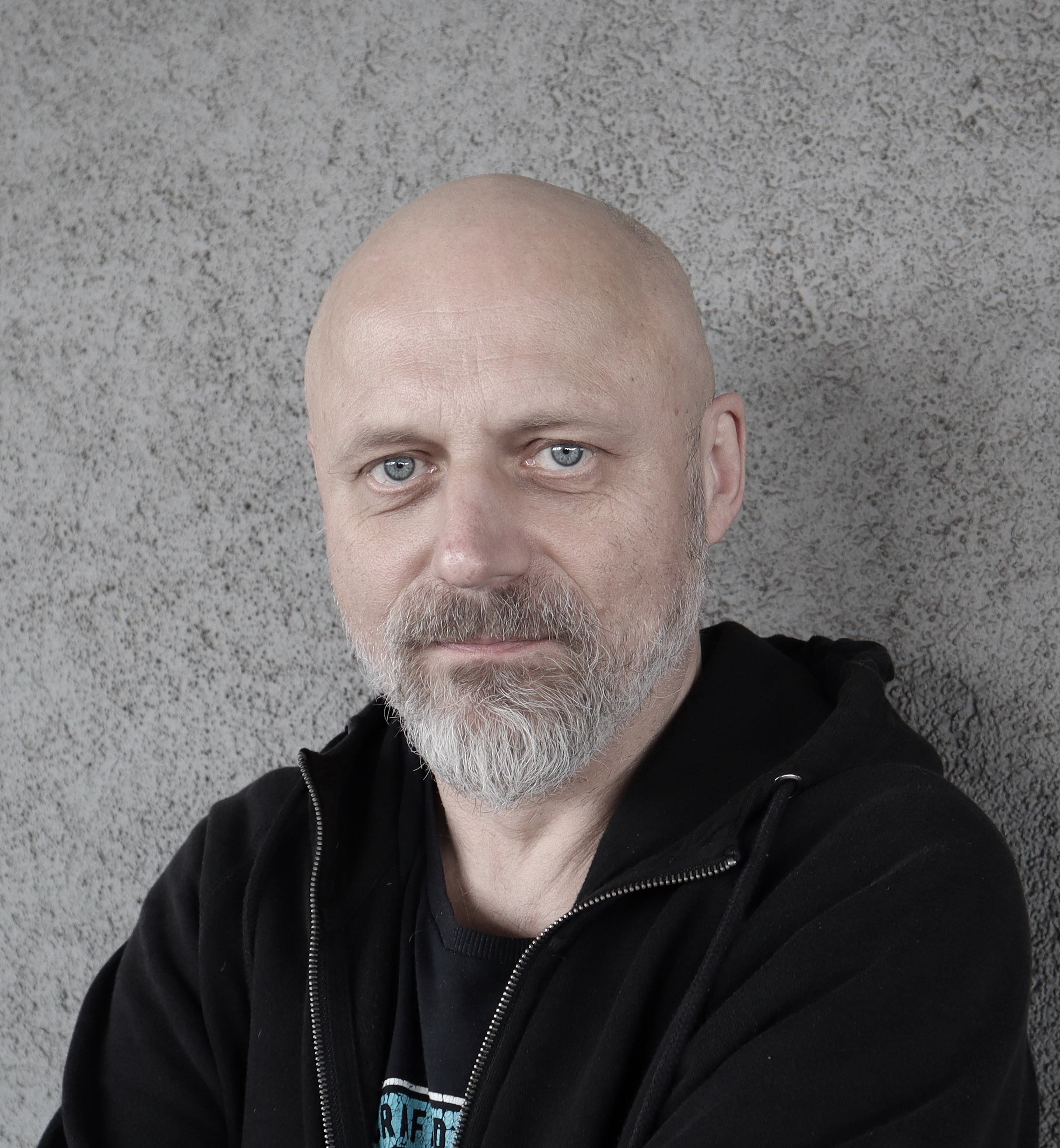
Dariusz Basiński
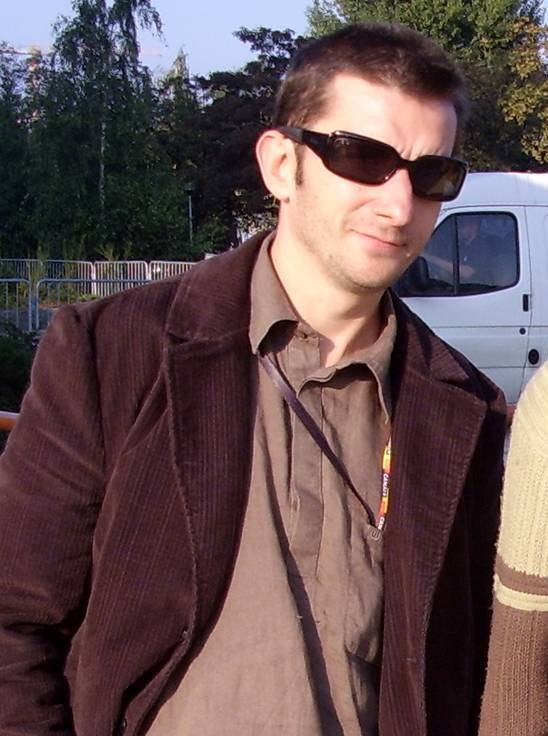
Jacek Borusiński

Byli członkowie
- Dariusz Rzontkowski – autor tekstów
- Tomasz Skorupa

Wraz z pojawieniem się drugiego spektaklu pt. Lutownica, ale nie pistoletowa tylko taka kolba do zespołu dołączył Jarosław Januszewicz, współtwórca przedstawienia, grający głównie na bezprogowym basie, lecz również aktor i autor licznych tomików poezji, publikowanej pod pseudonimem Lotnik 199. W 2012 roku dołączył do składu Tomasz Drozdek.

## Skecze
Repertuar poszczególnych występów Mumio jest różny, a skecze bywają też punktem wyjścia do improwizacji.

### Kabaret Mumio
- Pan Eugeniusz (Señor Eugenio)
- Gąski
- Ucha, ucha, świtezianka
- Duszan
- Muszę / Jesteśmy zespołem
- Urządzonko
- Marceli
- Ktoś zapukał mi do buta
- Cynik
- Mucha nie kuca
- Pani Serwusowa
- Jesień, jesień, jesień
- Smutek, smutek
- Zbyszek
- Kubeczek
- Blues
- Poffcernacy i elemejska babka
- Zwyczaje
- Przelot

### Lutownica, ale nie pistoletowa, tylko taka kolba
- Krowa łakomczucha
- Dżdżownica
- Secondary floor
- Francuska piosenka
- Muzycy
- Tańczą nutki
- Niuniuni
- Ptaki aniołowie burz
- Poffcernacy, zarzuciwszy galaretę na ramiona
- Kontrabas (improwizacja)
- Kontrybas
- Butelka
- Tata robi w Zuricie
- Zawołania psów
- Piosenka o sokole
- Mariusz Wełna

### Inne
- Dzikie zwierzęta
- Osiołek
- Idol (razem z Łowcami.B)
- Liga Dwójki Kabaret (razem z Łowcami.B)
- Autobus (razem z Łowcami.B i Halamą)

## Nagrody
- Teatralna nagroda im. Leona Schillera za całokształt twórczości
- XIX Lidzbarskie Biesiady Humoru i Satyry'98 w Lidzbarku Warmińskim:
  - Grand Prix
  - Złota Szpilka
  - nagroda Gazety Wyborczej i Dziennika Pojezierze
- XIV Ogólnopolskie Spotkania z Piosenką Kabaretową OSPA 1998 w Ostrołęce:
  - Grand Prix
  - nagroda publiczności
  - nagroda za kompozycję
- XIV Ogólnopolski Przegląd Kabaretów PaKA w Krakowie w 1998 roku:
  - Grand Prix
  - nagroda publiczności
  - nagroda dziennikarzy i mediów
  - nagroda Zygmunta Koniecznego
  - nagroda Marka Piwowskiego
- XX Przegląd Piosenki Aktorskiej we Wrocławiu w 1999:
  - II nagroda w Konkursie Aktorskiej Interpretacji Piosenki
  - nagroda Związku Artystów Scen Polskich „za najlepsze wykonanie piosenki na XX Przeglądzie Piosenki Aktorskiej”
  - nagroda Niemiecko-Polskiego Towarzystwa Kulturalnego „Polonica” w Bonn w postaci udziału w koncercie galowym 11 Chanson Festival w Kolonii w rozgłośni radiowo- telewizyjnej „Deutsche Welle” w grudniu 1999
- Festiwalu Kataryniarz'99 w Gdańsku:
  - tytuł Kabaretowej Rewelacji Roku
  - Kataryniarz'99
- I Ogólnopolski Festiwal Sztuki Estradowej Warszawa 2000 zorganizowany pod patronatem Prezesa ZASP:
  - Grand Prix im. Ludwika Sempolińskiego
- Wiktory za rok 2005:
  - Wiktor w kategorii „najwyżej ceniony piosenkarz lub artysta estrady”
  - Wiktor w kategorii „największe odkrycie telewizyjne 2005 roku”

## Film
Jacek Borusiński, Dariusz Basiński i Jadwiga Basińska wystąpili wspólnie w spektaklu telewizyjnym pt. Nóż w głowie Dino Baggio z 1999 oraz w filmie pt. Hi way z 2006 (scenarzystą i reżyserem był Jacek Borusiński). Ponadto Jacek Borusiński i Dariusz Basiński wystąpili w filmach pt. Metanoia z 2005 i pt. „Podróż na wschód” Tomasza Budzyńskiego i Łukasza Jankowskiego na podstawie noweli Stefana Grabińskiego „Maszynista Grot”, zaś Jadwiga Basińska i Dariusz Basiński zagrali w filmie Cudowne lato z 2011.

## Udział w reklamach
Od 2005 przez siedem lat członkowie Mumio występowali w telewizyjnych reklamach sieci telefonii komórkowej Plus, w których zastosowano nietypową dla reklamy formułę absurdu. Wśród internautów niezwykle popularne stały się zwroty z reklam – szczególną popularność zdobyło słowo kopytko użyte w jednej z nich. Inne słowo, czasowstrzymywacz zostało wybrane przez użytkowników portalu Onet.pl słowem roku 2006, wyprzedzając słowa wiążące się z polityką, takie jak wykształciuch, Irasiad, czy rydzykanci. W 2008 roku w reklamach tych zaczęła pojawiać się aktorka Joanna Fudala. W 2012 roku, po prawie ośmiu latach współpracy, podjęto decyzję o zakończeniu współpracy z Mumio. Według szacunków agencji reklamowych, grupa wzięła udział w około 150 reklamówkach.
W styczniu 2014 członkowie Mumio pojawili się w reklamach sieci telefonii komórkowej Play. Jesienią 2017 roku grupa pojawiła się w internetowych spotach sieci sklepów Biedronka pod hasłem „Biedronka smakuje domem” promujących książkę z przepisami Kuchnia polska. W sierpniu 2024 grupa teatralna wystąpiła w reklamach sieci sklepów meblowych Agata Meble.